# Petrovče
Petrovče – wieś w Słowenii, w gminie Žalec. W 2018 roku liczyła 936 mieszkańców.